# Scleria poiformis
Scleria poiformis är en halvgräsart som beskrevs av Anders Jahan Retzius. Scleria poiformis ingår i släktet Scleria och familjen halvgräs. Inga underarter finns listade i Catalogue of Life.